# Малый древесный вьюрок
Малый древесный вьюрок (лат. Camarhynchus parvulus) — вид птиц из семейства танагровых. Эндемик Галапагосских островов, занесён в список видов, находящихся в состоянии наименьшей опасности («least concern»). Однако наблюдения численности вида, проводимые с 1997 года, показывают устойчивое снижение популяции в зонах Scalesia и сельскохозяйственных районах острова Санта-Крус, где этот вид наиболее распространён. Численность малых древесных вьюрков остаётся стабильной в переходной зоне (также достаточно богатой видами) и менее популярных сухих и папоротниковых регионах острова Санта-Крус.
Естественная среда обитания включает субтропические или тропические сухие леса и кустарниковые заросли. Во внегнездовой период птицы образуют большие группы вместе с малыми земляными вьюрками.
Недавнее исследование показало, что этот вид особенно сильно страдает от личинок паразитической мухи Philornis downsi.

## Распространение
Малый древесный вьюрок обитает на всех основных островах Галапагосского архипелага, кроме Эспаньолы, Геновезы, Марчены, Дарвина и Вольфа. По данным последней переписи (2017—2018 гг.) вид также отсутствует на островах Рабида, Пинта и Санта-Фе.

## Размножение
Малые древесные вьюрки строят куполообразные гнёзда, используя их для привлечения партнёров и последующего размножения. Самцы начинают петь рядом с построенным гнездом, привлекая самок. Когда самки приближаются, они осматривают демонстрационное гнездо, входя внутрь. Затем они либо принимают обоих — самца и гнездо, либо выбирают самца, отвергнув гнездо (строя новое совместно), либо отвергают оба варианта — и самца и гнездо.
Самцы старшего возраста сооружают лучше скрытые гнезда, часто расположенные высоко в кроне деревьев, что снижает риск хищничества. Самки предпочитают размножаться с пожилыми самцами, с которыми достигается больший успех вылупления потомства по сравнению с молодыми особями. Исследование Клейндорфера (Kleindorfer, 2007 г.) показывает, что хищничество является причиной потери около 60 % гнёзд, что делает его сильным фактором отбора. Успех спаривания также зависит от вокальных способностей самцов, определяемых морфологией клюва. Есть свидетельства размерно-ассортативного подбора пары на основании длины клюва и цевки ног. Таким образом, на успешность выбора партнёра влияют различные факторы: размеры тела и клюва самца и самки, качество исполнения песен самцом, скрытность гнезда и возраст самца.

## Окраска
Малые древесные вьюрки ежегодно линяют. Самки остаются серовато-коричневыми всю жизнь. Молодые самцы рождаются такими же серо-коричневыми, похожими на самок, однако ежегодная смена оперения позволяет взрослым самцам приобретать чёрный цвет головы и подбородка (верхняя часть туловища). Возраст самцов можно определить по интенсивности окраски головы и подбородочной области.

## Питание
Малые древесные вьюрки преимущественно насекомоядны, хотя имеют разнообразное питание. Обычно они собирают беспозвоночных животных и листья с поверхности коры деревьев, однако примерно 42 % их рациона составляют растительные вещества (нектар, плоды и семена).